# 中国电视金鹰奖最佳长篇电视剧
中国电视金鹰奖最佳长篇电视剧是中国电视金鹰奖第1-24届颁发的奖项，通過中國電視家協會舉行業內提名，再由觀眾通過《大眾電視》雜誌和中國大陸各省市電視節目報上印製的選票填寫投票，截至1998年前三名為優秀獎，1999年至2004年票選前十名為優秀獎，2006年開始變成兩年一屆后，前十五到二十名為優秀獎）。最高票且得票率超過10%為最佳獎，若得票最高者得票率未到10%则当年最佳奖空缺。自2010年起停颁，长篇电视剧和中短篇电视剧合并为最佳电视剧。

### 2000年代
| 年份   | 屆次   | 作品                       |
| ------ | ------ | -------------------------- |
| 2008年 | 第24屆 | 《闯关东》                 |
| 2008年 | 第24屆 | 《金婚》                   |
| 2008年 | 第24屆 | 《士兵突击》               |
| 2008年 | 第24屆 | 《恰同学少年》             |
| 2008年 | 第24屆 | 《戈壁母亲》               |
| 2008年 | 第24屆 | 《周恩来在重庆》           |
| 2008年 | 第24屆 | 《喜耕田的故事》           |
| 2008年 | 第24屆 | 《奋斗》                   |
| 2008年 | 第24屆 | 《玉碎》                   |
| 2008年 | 第24屆 | 《井冈山》                 |
| 2008年 | 第24屆 | 《狼毒花》                 |
| 2008年 | 第24屆 | 《大工匠》                 |
| 2008年 | 第24屆 | 《高纬度战栗》             |
| 2008年 | 第24屆 | 《血色湘西》               |
| 2008年 | 第24屆 | 《荀慧生》                 |
| 2008年 | 第24屆 | 《雄关漫道》               |
| 2008年 | 第24屆 | 《胡雪枫》                 |
| 2008年 | 第24屆 | 《战争目光》               |
| 2006年 | 第23屆 | 《任长霞》                 |
| 2006年 | 第23屆 | 《八路军》                 |
| 2006年 | 第23屆 | 《乔家大院》               |
| 2006年 | 第23屆 | 《记忆的证明》             |
| 2006年 | 第23屆 | 《亮剑》                   |
| 2006年 | 第23屆 | 《吕梁英雄传》             |
| 2006年 | 第23屆 | 《沙场点兵》               |
| 2006年 | 第23屆 | 《搭错车》                 |
| 2006年 | 第23屆 | 《家有儿女》               |
| 2006年 | 第23屆 | 《江塘集中营》             |
| 2006年 | 第23屆 | 《美丽的田野》             |
| 2006年 | 第23屆 | 《历史的天空》             |
| 2004年 | 第22屆 | 《延安颂》                 |
| 2004年 | 第22屆 | 《大染坊》                 |
| 2004年 | 第22屆 | 《玉观音》                 |
| 2004年 | 第22屆 | 《归途如虹》               |
| 2004年 | 第22屆 | 《结婚十年》               |
| 2004年 | 第22屆 | 《浪漫的事》               |
| 2004年 | 第22屆 | 《新四军》                 |
| 2004年 | 第22屆 | 《绝对权力》               |
| 2003年 | 第21屆 | 《希望的田野》             |
| 2003年 | 第21屆 | 《省委书记》               |
| 2003年 | 第21屆 | 《DA师》                   |
| 2003年 | 第21屆 | 《神医喜来乐》             |
| 2003年 | 第21屆 | 《尘埃落定》               |
| 2003年 | 第21屆 | 《导弹旅长》               |
| 2003年 | 第21屆 | 《刘老根 第二部》          |
| 2003年 | 第21屆 | 《炊事班的故事》           |
| 2003年 | 第21屆 | 《孝庄秘史》               |
| 2003年 | 第21屆 | 《大脚马皇后》             |
| 2002年 | 第20屆 | 《长征》                   |
| 2002年 | 第20屆 | 《康熙王朝》               |
| 2002年 | 第20屆 | 《激情燃烧的岁月》         |
| 2002年 | 第20屆 | 《乘着歌声的翅膀》         |
| 2002年 | 第20屆 | 《大法官》                 |
| 2002年 | 第20屆 | 《永不放弃》               |
| 2002年 | 第20屆 | 《忠诚》                   |
| 2002年 | 第20屆 | 《空镜子》                 |
| 2002年 | 第20屆 | 《今惑之年》               |
| 2001年 | 第19屆 | 《大雪无痕》               |
| 2001年 | 第19屆 | 《女子特警队》             |
| 2001年 | 第19屆 | 《一代廉吏于成龙》         |
| 2001年 | 第19屆 | 《朱德元帅》               |
| 2001年 | 第19屆 | 《世纪人生》               |
| 2001年 | 第19屆 | 《壮志凌云》               |
| 2001年 | 第19屆 | 《警察李酒瓶》             |
| 2001年 | 第19屆 | 《我亲爱的祖国》           |
| 2001年 | 第19屆 | 《党员金柱有点忙》         |
| 2001年 | 第19屆 | 《红色康乃馨》             |
| 2000年 | 第18屆 | 《钢铁是怎样炼成的》       |
| 2000年 | 第18屆 | 《开国领袖毛泽东》         |
| 2000年 | 第18屆 | 《突出重围》               |
| 2000年 | 第18屆 | 《永不瞑目》               |
| 2000年 | 第18屆 | 《中国命运的决战》         |
| 2000年 | 第18屆 | 《大明宫词》               |
| 2000年 | 第18屆 | 《刑警本色》               |
| 2000年 | 第18屆 | 《贫嘴张大民的幸福生活》   |
| 2000年 | 第18屆 | 《田教授家的二十八个保姆》 |
| 2000年 | 第18屆 | 《北京女人》               |

### 1990年代
| 年份   | 屆次   | 作品                   |
| ------ | ------ | ---------------------- |
| 1999年 | 第17屆 | 《还珠格格》           |
| 1999年 | 第17屆 | 《雍正王朝》           |
| 1999年 | 第17屆 | 《牵手》               |
| 1999年 | 第17屆 | 《红处方》             |
| 1999年 | 第17屆 | 《啊，山还是山》       |
| 1999年 | 第17屆 | 《婆婆·媳妇·小姑》     |
| 1999年 | 第17屆 | 《毕业生》             |
| 1999年 | 第17屆 | 《绍兴师爷》           |
| 1999年 | 第17屆 | 《姐妹》               |
| 1999年 | 第17屆 | 《天若有情》           |
| 1998年 | 第16屆 | 《水浒传》             |
| 1998年 | 第16屆 | 《人间正道》           |
| 1998年 | 第16屆 | 《红十字方队》         |
| 1997年 | 第15屆 | 《和平年代》           |
| 1997年 | 第15屆 | 《儿女情长》           |
| 1997年 | 第15屆 | 《车间主任》           |
| 1996年 | 第14屆 | 《宰相刘罗锅》         |
| 1996年 | 第14屆 | 《苍天在上》           |
| 1996年 | 第14屆 | 《咱爸咱妈》           |
| 1995年 | 第13屆 | 《三国演义》           |
| 1995年 | 第13屆 | 《年轮》               |
| 1995年 | 第13屆 | 《东方商人》           |
| 1994年 | 第12屆 | 《北京人在纽约》       |
| 1994年 | 第12屆 | 《情满珠江》           |
| 1994年 | 第12屆 | 《潮起潮落》           |
| 1993年 | 第11屆 | 《唐明皇》             |
| 1993年 | 第11屆 | 《风雨丽人》           |
| 1993年 | 第11屆 | 《女人不是月亮》       |
| 1992年 | 第10屆 | 《上海一家人》         |
| 1992年 | 第10屆 | 《编辑部的故事》       |
| 1992年 | 第10屆 | 《外来妹》             |
| 1992年 | 第10屆 | 《中国神火》           |
| 1991年 | 第09屆 | 《渴望》               |
| 1991年 | 第09屆 | 《围城》               |
| 1991年 | 第09屆 | 《宋庆龄和她的姐妹们》 |
| 1991年 | 第09屆 | 《公关小姐》           |
| 1990年 | 第08屆 | 《篱笆、女人和狗》     |
| 1990年 | 第08屆 | 《上海的早晨》         |
| 1990年 | 第08屆 | 《海外遗恨》           |

### 1980年代
| 年份   | 屆次   | 作品               |
| ------ | ------ | ------------------ |
| 1989年 | 第07屆 | 《末代皇帝》       |
| 1989年 | 第07屆 | 《家春秋》         |
| 1989年 | 第07屆 | 《大酒店》         |
| 1988年 | 第06屆 | 《西游记》         |
| 1988年 | 第06屆 | 《雪城》           |
| 1988年 | 第06屆 | 《便衣警察》       |
| 1987年 | 第05屆 | 《凯旋在子夜》     |
| 1987年 | 第05屆 | 《红楼梦》         |
| 1987年 | 第05屆 | 《秋海棠》         |
| 1986年 | 第04屆 | 《新星》           |
| 1986年 | 第04屆 | 《四世同堂》       |
| 1986年 | 第04屆 | 《寻找回来的世界》 |
| 1985年 | 第03屆 | 《今夜有暴风雨》   |
| 1985年 | 第03屆 | 《霍元甲》         |
| 1985年 | 第03屆 | 《夜幕下的哈尔滨》 |
| 1984年 | 第02屆 | 《高山下的花环》   |
| 1984年 | 第02屆 | 《华罗庚》         |
| 1984年 | 第02屆 | 《生命的故事》     |
| 1983年 | 第01屆 | 《武松》           |
| 1983年 | 第01屆 | 《蹉跎岁月》       |
| 1983年 | 第01屆 | 《赤橙黄绿青蓝紫》 |

## 相关链接
- 中國電視金鷹獎歷届獲獎名單（页面存档备份，存于）
- 第二十四屆獲獎名單（2008年）（页面存档备份，存于）
- 第二十三届獲獎名單（2006年）（页面存档备份，存于）
- 第二十二屆獲獎名單（2004年）（页面存档备份，存于）
- 第二十一屆獲獎名單（2003年）（页面存档备份，存于）
- 第二十屆獲獎名單（2002年）（页面存档备份，存于）
- 第十八屆獲獎名單（2000年）（页面存档备份，存于）